# Famille Lévêque de Vilmorin
La famille Levêque de Vilmorin est une famille de botanistes et grainetiers, à l'origine de l'entreprise Vilmorin, connue pour Louise de Vilmorin, femme de lettres et compagne d'André Malraux, et Charles de Vilmorin couturier.

## Histoire
D'après La Revue de Champagne et de Brie de 1883 qui dressa la généalogie de la Maison de Villemorin : « Sur la fin du XVIIe siècle et dans les siècles suivants, le nom de Villemorien se retrouve écrit de plusieurs manières : Villemorin, Villemorien, Vilemorien ou plus simplement Vilmorin. La branche principale qui descend par les femmes de cette ancienne famille se retrouve dans le Verdunois sous le nom de Lévesque de Vilemorin (XVIIe et XVIIIe siècles), qui dans ces derniers temps a produit un général de division et un savant horticulteur, membre de l'Institut" ». D'après cette même source, la famille Lévesque de Villemorien tire son origine d'une alliance entre Jeanne de Villemorien et un seigneur de Lévesque, devenue la
branche des Lévesque de Rouillerot, écuyers, connus avant l'an 1300.
Selon les Mémoires de la Société archéologique de Touraine : « À la fin du XVIe siècle, la famille Lévêque de Vilmorin s'était alliée à celle de Villemorien à laquelle appartenait Jean de Villemorien ( alias : Villemorin ), bailli et prévôt de Clermont, gentilhomme du roi, capitaine de 100 hommes d'armes ».
L'Intermédiaire des chercheurs et curieux de 1984 indique : « Jean Lévesque, dit « de Fontenay » (commune de Chavanges) fut aïeul de François de l'Evesque, écuyer, Sr de Villemorien (registres d'Eclance 1606). La petite part de seigneurie qui fut ainsi à l'origine du nom actuel (par altération, dans les actes lorrains du XVIIe siècle et XVIIIe siècle, en Villemorin puis Vilmorin), provenait d'un premier mariage de François avec Nicole Le Begat dont la famille, depuis 1459, détenait le tiers de la seigneurie de Villemorien située à 8 km de Bar-sur-Seine ». La famille Lévêque de Vilmorin serait une branche des Lévesque de Rouillerot, écuyers, connus avant l'an 1300. Martin Lévesque, écuyer, frère de Jean, co-seigneur de Rouillerot (tous deux possessionnés à Radonvilliers), devint co-seigneur de Petit-Mesnil et Chaumesnil en 1514 par suite de son mariage avec Claude du Mesnil.
Selon l'écrivain et biographe Jean Bothorel, « Le premier ancêtre identifié serait Guy Levesque, écuyer, seigneur de Fay-le-Sec, gentilhomme de la maison de François de Bourbon duc de Vendôme. Noble donc et militaire. Il faudra attendre le XVIIe siècle pour qu'apparaisse, aux côtés de Levesque, le nom de Vilmorin, plus précisément le nom de Villemorien. Les hasards de la vie militaire amèneront l'un d'entre eux, Charles, lieutenant d'une compagnie, puis vaillant capitaine au régiment de Tournay, sur les confins de la Lorraine où il se mariera en 1625 à Jeanne de Corpel, la fille du prévôt de Wy. L'un des enfants issus de l'union épousa en 1659 Magdeleine de Saillet de Nixeville, et reçut, en dot de sa mère, la moitié de la terre et seigneurie de Wy et de Landrecourt ». Jean Bothorel et Françoise Wagener indiquent que c'est à cette époque que la famille décline, victime de la guerre de Trente Ans qui « sème partout barbarie et désolation ». Ils s'appauvrissent, et s'ils continuent de vivre noblement et de bailler leurs reprises de fiefs au duc de Lorraine, ils ne sont pas maintenus dans leur noblesse en 1666 et sont contraints de demander à ce dernier d'éteindre la qualité de fief de leur propriété, et de continuer à cultiver leur terre en particulier, c'est-à-dire en roturiers.
La famille Vilmorin (parfois écrite Villemorin, Vilmorien, Villemorien, Vimorien ou Wilmorien selon les actes de baptême et de mariage) est très probablement originaire de Lorraine et plus précisément de la région de Woyles-Landrecourt. Selon Claude-Marie Vadrot, « La famille est, à l'origine, une famille de propriétaires terriens travaillant eux-mêmes la terre, les fils qui n'héritaient pas de la terre fournissaient des officiers aux différentes armées ».
Henri Jougla de Morenas donne la ville de Tours comme origine géographique à la famille Lévêque de Vilmorin et aucune autre information sur cette famille si ce n'est des armoiries.
Pierre-Marie Dioudonnat écrit que cette famille est originaire de Lorraine et indique que Joseph Valynseele, dans À la découverte de leurs racines, donne une filiation qui remonte à Charles de Levesque, capitaine au régiment de Tournay, seigneur de Woye et de Vilmorien, cité en 1633.
D'après l'historien Arnaud Chaffanjon, spécialiste de la généalogie et de l'aristocratie européenne : « la noblesse de la famille Lévêque de Vilmorin, originaire de Lorraine, est prouvée depuis bientôt trois cents ans », il indique également « une première preuve de noblesse est donnée dans un acte de reprise de foi et hommage du 11 mars 1699 par Jacques Lévêque de Vilmorin, au nom de sa mère Madeleine de Saillet, veuve de Charles de l'Evesque de Vilmorin, écuyer, seigneur de Woye et de Landrecourt, pour un fief à Souhesmes. Aux termes de la coutume de Bar, il était interdit aux non nobles de posséder des fiefs ». Arnaud Chaffajon écrit également que la filiation de cette famille remonte à Charles Lévêque de Vilmorin, écuyer, seigneur en partie de Villemorien en 1633.
Aux archives de la Meuse, nous trouvons un acte d'enregistrement d'une requête faite à SAR Léopold, duc de Lorraine et de Bar, par Jacques de Vilmorin fils de défunt Charles de Levesque de Vilmorin renvoyée par le Conseil ducal à la Chambre des Comptes de Bar, le 17 janvier 1717, et acceptée le 20 février 1717, pour obtenir la suppression de la qualité de fief dont étaient décorés la maison et le ban de Wy, près de Landrecourt.
La famille Lévêque de Vilmorin a été admise à l'Association des anciens honneurs héréditaires.

### Une famille de botanistes
Le premier membre de la famille identifié comme exerçant dans le commerce des semences est Philippe-Victoire Levêque de Vilmorin, fils de Jacques Lévêque de Vilmorin, hobereau et laboureur de la commune de Landrecourt. Il étudie la botanique sous l'aile de Pierre d'Andrieux (1713-1781), alors grainier du roi Louis XV. Membre de l'Académie d'Agriculture de France, il rédige dès 1783 un rapport sur les pommes de terre nommé Instructions sur les moyens de conserver les pommes de terre.
Philippe André de Vilmorin poursuit l’œuvre de son père et étudie des forêts de pins et de chênes en Sologne tout en poursuivant le commerce des pommes de terre. L'entreprise est reprise par son fils, Louis de Vilmorin (1816-1860), lequel contribue au bulletin des séances de la Société royale d'agriculture.
La dynastie se poursuit avec Henri Lévêque de Vilmorin (1843-1899), qui, dans la continuité de ses aînés, publie des rapports et brochures sur le croisement, la sélection et la culture du blé. Président de la Société botanique de France, il accueille de nombreux congrès internationaux de botanique dans ses terres de Verrières-le-Buisson.
Son fils, Philippe Lévêque de Vilmorin (1872-1917), suit la même dynamique et rédige un ouvrage sur le commerce des fleurs à Paris en 1892. À la fois botaniste et collectionneur de plantes, il est à l'origine de la création de l'arboretum de Pézanin en Bourgogne.
Durant près de deux siècles, six générations de « Vilmorin » se sont succédé, apportant leur contribution à la botanique, à l’introduction de nouvelles espèces, à la génétique, à l’amélioration des plantes et à la production de semences et de plants.
Ces activités leur ont valu d’être membres de nombreuses sociétés savantes : Académie des sciences, Société nationale d'horticulture de France, Société botanique de France, Académie d'agriculture de France dont Maurice et Roger de Vilmorin furent présidents.

### Généalogie simplifiée
Généalogie suivie et prouvée de la famille Lévêque de Vilmorin :
- Charles de Lévêque (no 512), capitaine au régiment de Tournay, seigneur de Woye et de Villemorin, s'allia avec Jeanne de Corpel (no 513), il vivait au milieu du XVIIe siècle. D'où :
  - noble Charles de Lévêque (no 256), allié par contrat passé devant maître Mengin, notaire à Verdun, le 24 mars 1659 avec Madeleine de Saillet (no 257), fille de Jacques de Saillet (no 514), écuyer, seigneur de Souhesme-la-petite, et de Claude de Simon (des Simons) (no 515). D'où :
    - Nicolas Lévêque de Vilemorin (no 128), mort le 23 novembre 1735 à l'âge de soixante huit ans à Landrecourt (Meuse) ville où il s'était allié le 11 juin 1697 avec Marie Jacques (Marie-Jacques de Souhesmes) (no 129). Landrecourt resta le théâtre de la vie de la famille. D'où :
      - Jacques Lévêque de Vilmorin (no 64), il naît à Landrecourt le 10 août 1702, hobereau et laboureur de la commune de Landrecourt, il s'y allia le 23 janvier 1731 à Élisabeth Maunet (no 65) fille de Jean Maunet (ou Monet), conseiller au parlement de Nancy, (no 130) et de Marguerite Marais (no 131) et s'y éteignit le 15 septembre 1759. D'où :
        - Philippe-Victoire Lévêque de Vilmorin (1746-1804) (no 32) qui y naquit le 28 septembre 1746.

## Descendance de Philippe-Victoire Levêque de Vilmorin (1746-1804)

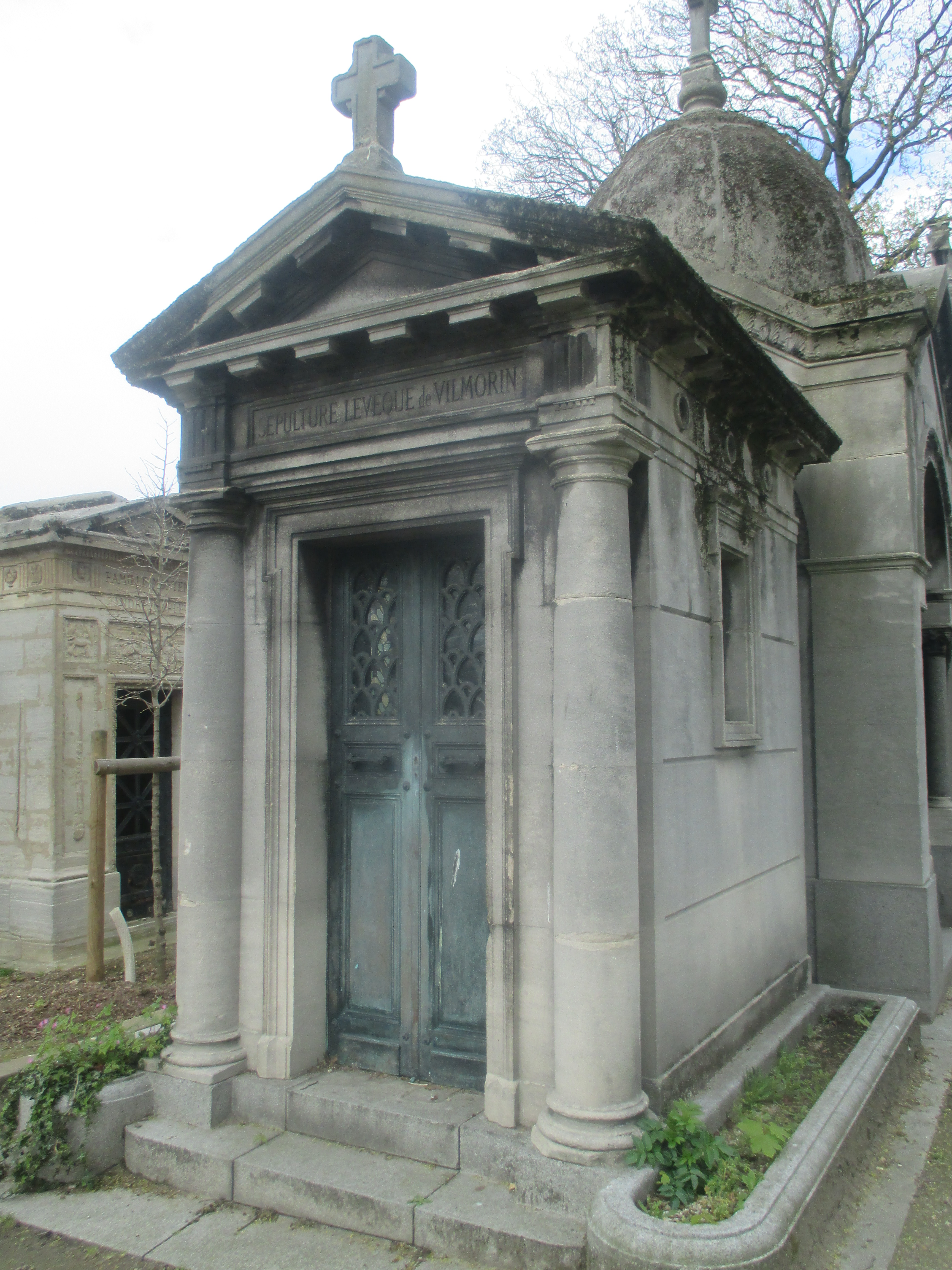
Sépulture des Vilmorin au cimetière de Montmartre

- Philippe-Victoire Lévêque de Vilmorin (1746-1804), horticulteur et botaniste. Il épouse en 1774 Jeanne Marie Adélaïde Andrieux (1756-1836), fille de Pierre Andrieux, grainier et botaniste de Louis XV[14]. Ils ont trois enfants, dont :
  - Pierre Philippe Levêque de Vilmorin André (1776-1862), botaniste. Il épouse en 1812 Blanche Louise René (1789-1868). Ils ont six enfants, dont :
    - Pierre Louis François Levêque de Vilmorin (1816-1860), botaniste. Il épouse en 1842 Jeanne Marie Élisa Bailly, dite Élisa de Vilmorin (1826-1868), horticultrice. Ils ont deux enfants, dont :
      - Auguste Louis Maurice Levêque de Vilmorin (1849-1918)
      - Charles Henry Philippe Levêque de Vilmorin (1843-1899), botaniste et sélectionneur, connu essentiellement pour ses travaux sur le croisement, la sélection et la culture du blé[14]. Il épouse en 1869 Julie Marie Louise Darblay (1848-1929). Ils ont sept enfants, dont :
        - Caroline Julie Marie Élisabeth Levêque de Vilmorin (1870-1940) épouse en 1896 Joseph Charles Marie Marc d'Estienne d'Orves (1867-1926).
        - Henri Louis Marie Gabriel Levêque de Vilmorin (1883-1944) épouse en 1919 Georgine Suzanne Latham (1894-1962). Ils ont plusieurs enfants dont :
          - Laurent Paul Didier Levêque de Vilmorin, né en 1928, ingénieur diplômé de l'École supérieure d'électricité et de l'École navale[15]. Il épouse en 1958 Roseline Faye. Ils ont trois enfants[16] :
            - Henri-Louis, marié à Sophie Bourgain avec 2 enfants : Joséphine et Alfred.
            - Antoine, marié à Turabi Yazar
            - Georgina, mariée à François Luciano, dont trois enfants : Gaspard, Victoria et Giulia.

        - Joseph Marie Philippe Levêque de Vilmorin (1872-1917), botaniste, chevalier de la Légion d'honneur au titre du ministère de l'agriculture[17]. Il épouse en 1900 Berthe Marie Mélanie de Gaufridy de Dortan (1876-1937). Ils vivront à Dompierre-les-Ormes au Château d'Audour, sur les terres duquel il créera l'Arboretum de Pézanin en 1903. Ils ont six enfants.
          - Mapie de Toulouse-Lautrec (1901-1972), épouse en 1922 son cousin Guy Marie Félix Levêque de Vilmorin (1896-1984), divorce après avoir donné naissance à deux enfants. Elle se marie en secondes noces en 1933 avec Guillaume de Toulouse-Lautrec-Monfa (1902-1985). De son second mariage, sont nés deux enfants.
            - (1) Dominique (1927-2011), épouse Christian Rufin et en secondes noces Christophe Lemasson.
            - (1) Adélaïde (née en 1930) épouse Pierre Oréfice
            - (2) Constance (née en 1934) épouse Maurice Dumoncel.
            - (2) Charles Constantin (né en 1936) épouse Miranda Redfield.

          - Louise de Vilmorin (1902-1969), se fiance en 1923 à Antoine de Saint-Exupéry, puis épouse en 1925 Henry Leigh-Hunt (1886-1972) dont elle divorce, épouse en secondes noces en 1938 le comte Paul Pálffy ab Erdöd (1890-1968) dont elle divorce en 1943. Elle termine sa vie avec André Malraux. De son premier mariage, sont nés trois enfants :
            - Jessie
            - Alexandra
            - Éléna

          - Henry Joseph Marie Roger Levêque de Vilmorin (1903-1961) épouse en 1924 Maria Luisa Carmen Delfin Diaz Y Raigosa (1902-1988) et en secondes noces Elizabeth Millett (1909-1996).
          - Olivier de Vilmorin (1904-1962), producteur grainier, élevé au rang de Juste parmi les nations[18]. Il épouse en 1927 Marie Violette Tagnard et en secondes noces en 1946 Germaine Berthe Boissaye (1905-1992). Il a eu deux enfants dont :
            - Sosthène Paul Louis Marie Levêque de Vilmorin, né en 1933, avocat. Il épouse en 1964 Corinne Marie Thérèse Godfernaux, secrétaire d'André Malraux[19]. Ils ont deux enfants[16].

          - Roger de Vilmorin[Note 1] (1905-1980), horticulteur et botaniste, directeur de société, il a été élevé au rang de Juste parmi les nations[18]. Il épouse en 1926 Pauline Rose Ernestine Roissard de Bellet (1892-1940) et en secondes noces en 1945 Édith Alice Cécilia Lowther (1906-1992). De son premier mariage, il a eu cinq enfants et du second deux enfants :
            - (1) Nicolas Philippe André Levêque de Vilmorin (1928-1967) épouse Irène Marie Thénard. Ils ont quatre enfants.
            - (1) Jean-Baptiste Vincent Levêque de Vilmorin épouse Geneviève Louise Fontenay (1930-1987), femme de lettres, en secondes noces Monique Josette Madeleine Latil et en troisièmes noces Catherine Geneviève Marguerite Mariolle.
            - (1) Élisabeth Marie Rose Levêque de Vilmorin épouse Arnaud Armand Marie de Lassus
            - (1) Sophie de Vilmorin (1931-2009) épouse Robert Hermann Sioman Miles-Reincke (1931-1990). Elle sera « l'ultime amour » d'André Malraux, la « compagne apaisante de ses dernières années »[19],[20],[21],[22].
            - (1) Claire Rose Caroline Levêque de Vilmorin (1933-1940)
            - (2) Eléonore Marie Françoise Levêque de Vilmorin épouse Guy Raoul Marie Jacques de Dampierre puis en secondes noces Aymeric Guy Jean de Dampierre
            - (2) Philippe-Victoire Olivier Vincent Levêque de Vilmorin, né en 1948, épouse en 1978 Laurence Marie Claude Quennouelle. Ils ont trois enfants[16].

          - André Levêque de Vilmorin (1907-1987), botaniste et chef d’entreprise. Il épouse Andrée de Montesquiou-Fezensac (1916-1998).
            - Philippe-André Pierre Sosthène Levêque de Vilmorin, né en 1950, président de société. Il épouse en 1977 Nathalie de la Barre de Nanteuil. Ils ont trois enfants[16].
            - Joseph Levêque de Vilmorin

    - Pierre Charles Levêque de Vilmorin (1817-1884) épouse en 1857 Marie Félicie Hardy.
      - Marie Victor Charles Maximilien Levêque de Vilmorin (1858-1901) épouse en 1892 Jeanne Marie Joséphine de Leusse.
        - Guy Marie Félix Levêque de Vilmorin (1896-1984) épouse en 1922 Marie Pierre Adélaïde Jeanne Mélanie dite « Mapie » Levêque de Vilmorin.

  - Antoine Auguste Levêque de Vilmorin (1786-1862), Saint-Cyr promotion "1804", blessé à Friedland, aide de camp du général comte Pierre Barrois. Aux Cent-Jours, il faisait la campagne de Waterloo. Chevalier de Saint-Louis en 1822, général de division, grand-officier de l'ordre impérial de la Légion d'honneur en 1855. Il avait épousé Eugénie Suzanne Louise Vissault des Ferrières.

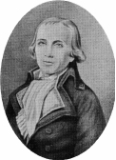
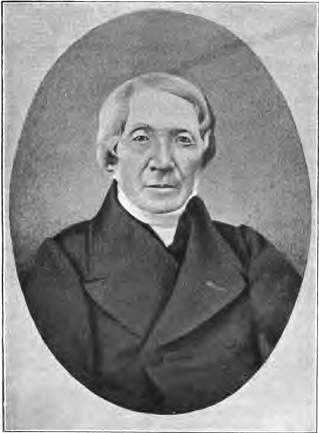

## Personnalités

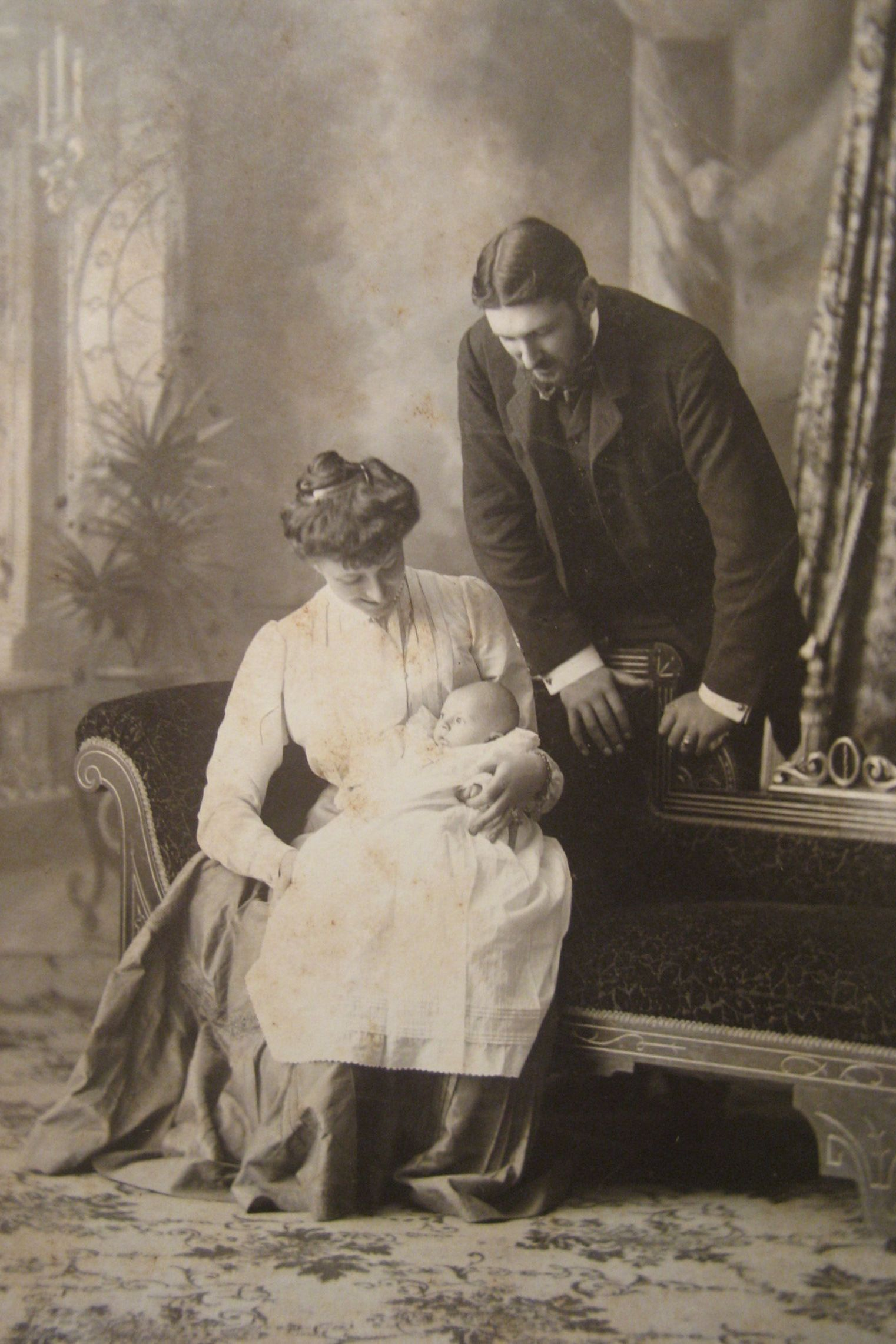
Philippe et Mélanie de Vilmorin, parents de Louise

- Louise de Vilmorin, femme de lettres et compagne d'André Malraux.
- Charles de Vilmorin, diplômé de la Chambre syndicale de la couture parisienne[23], styliste[24] et directeur artistique de la maison Rochas[25].

## Postérité
- Des rues en France portent le nom de Louise de Vilmorin, notamment à Jouars-Pontchartrain, Mennecy, Saint-Pierre-du-Perray, Varennes-Vauzelles, une place à Limeil-Brévannes ou une école et une crèche à Verrieres-le-Buisson.
- Monument aux Vilmorin, groupe en marbre de trois statues : L'Agriculture, L'Horticulture et un Enfant vannant, élevé par souscription internationale en 1908, par le sculpteur Émile Joseph Carlier. Restauré à l'occasion du bicentenaire Verrières-Vilmorin 1815-2015, le groupe a été réinstallé devant la mairie de Verrières-le-Buisson et inauguré le 24 janvier 2015[26].

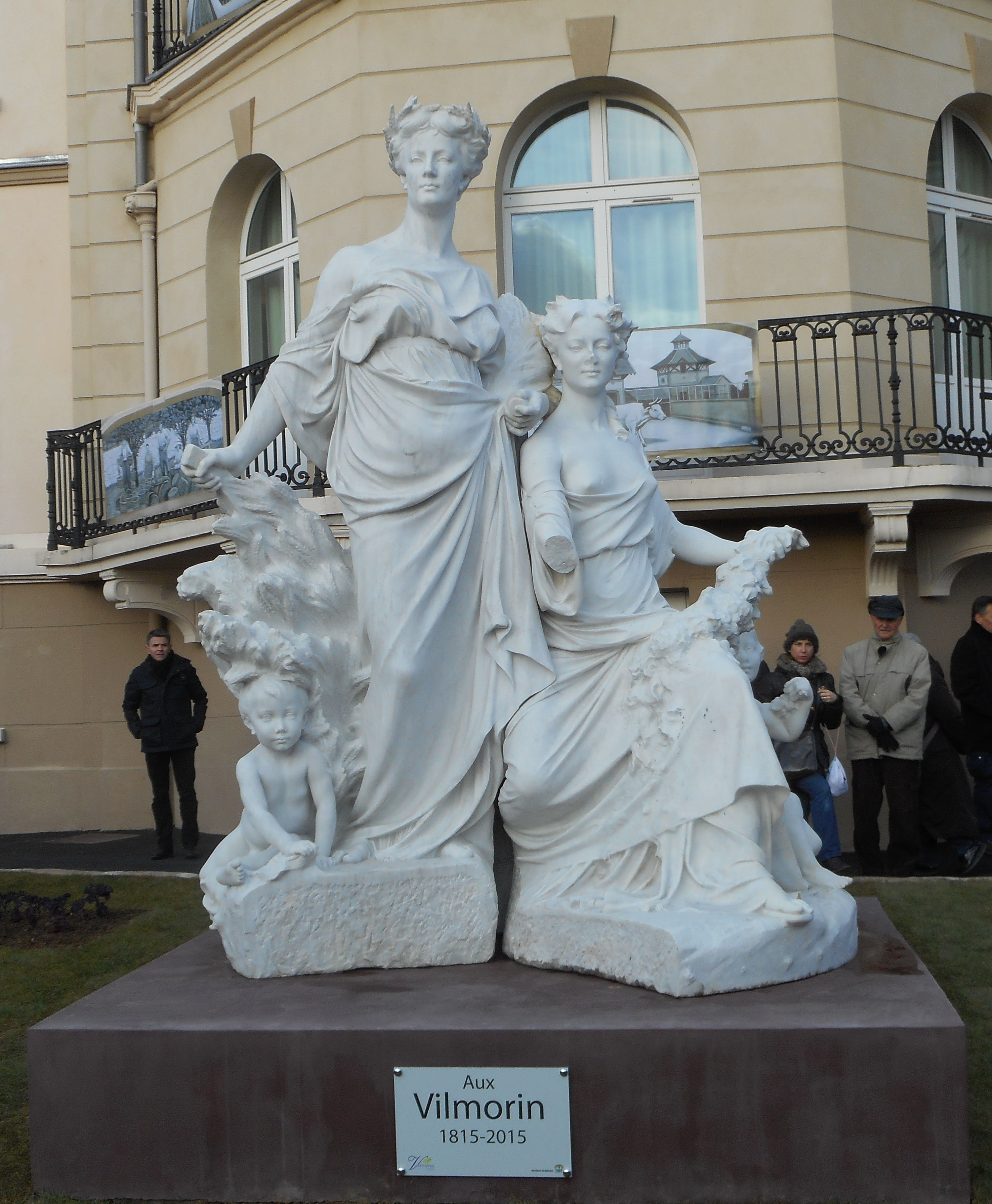
Émile Joseph Carlier, Monument aux Vilmorin (1908) (vestiges restaurés en 2015), Verrières-le-Buisson, place Charles-de-Gaulle.
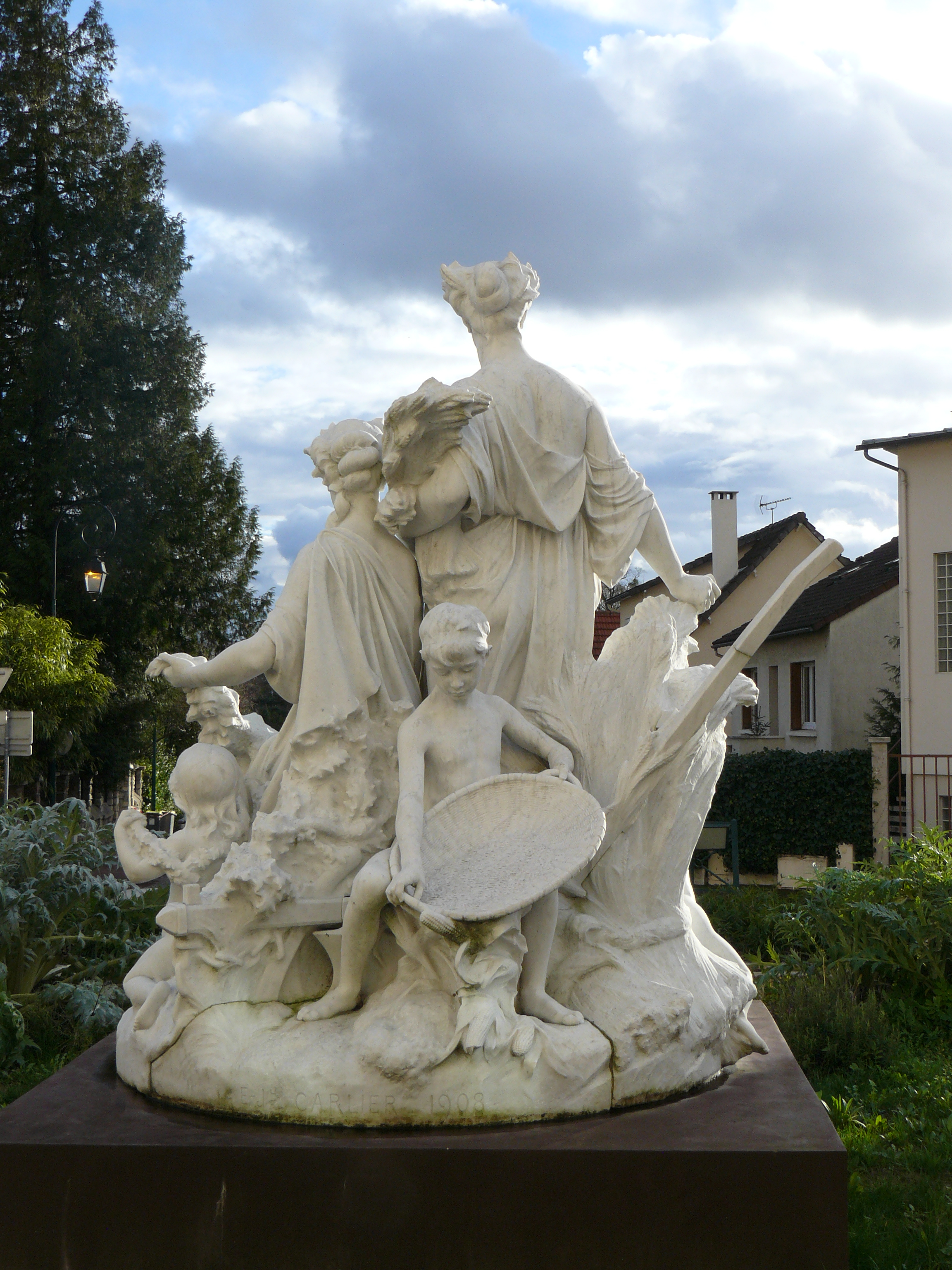
Émile Joseph Carlier, Monument aux Vilmorin (1908) (restauré en 2015, vue de dos), Verrières-le-Buisson, place Charles-de-Gaulle.

## Famille homonyme
Un décret du 11 juillet 1872 autorise Félix-Auguste Barrière, né à Reims le 22 octobre 1850, alors sous-lieutenant d'infanterie, à joindre à son nom celui de Lévêque de Vilmorin. À ce sujet, Charondas écrit qu'une famille du nom Barrière - Lévêque de Vilmorin, originaire de Champagne, appartenait au XIXe siècle à la petite bourgeoisie.